# 13487 Novosyadlyj
13487 Novosyadlyj este o planetă minoră (asteroid), cu un diametru de 8,892 km, din centura de asteroizi. A fost descoperită pe 2 noiembrie 1981 la Stația Anderson Mesa de Brian A. Skiff⁠(d). 
Obiectul prezintă o orbită caracterizată de o semiaxă mare de 2,6204545 UAi, o excentricitate de 0,11, o înclinație de 15,92677 ° în raport cu ecliptica.